# レンブ
レンブ（蓮霧）は、フトモモ科ジャワフトモモ（学名：Syzygium samarangense）の果実。

## 名称
種小名は中部ジャワ州都のスマランのを意味する。
マレーシアではjambu、つまりジャムブと呼ばれ、産地や色で細分化した呼び方がある。
台湾語はマレー語のjambuの音訳でレンブーと言い、蓮霧と漢字表記にしている。
日本語のレンブは台湾語のレンブーの発音に従ったもので、沖縄では訛ってデンブと呼ぶ人もいる。
中国語では、漢字が台湾と全く同じだが、読み方はリェンウーと言う。

## 植物学上の特徴と分布
原産地はマレー半島である。台湾をはじめ、インド、フィリピン、マレーシアなど亜熱帯から熱帯気候で栽培されている。
レンブの木は常緑小高木で4月-5月ごろに白い花が開花する。また、無数の放射状に出る雌しべが特徴的である。レンブの果実は直径約3-7cmで、赤や緑や黒など様々な色がある（特に黒色の物は高級とされていて、食感もよく、糖度も値段も高い）。表面は英名の Wax Apple が現すようにロウ細工のような独特の肌触りで、傷などの衝撃に弱い。中心部分は他部位に比べスカスカしており、また種が無いものも多い。
近縁種にはフトモモ、ミズレンブ(S. aqueum)、グルミチャマ(S. dombeyi)などがある。

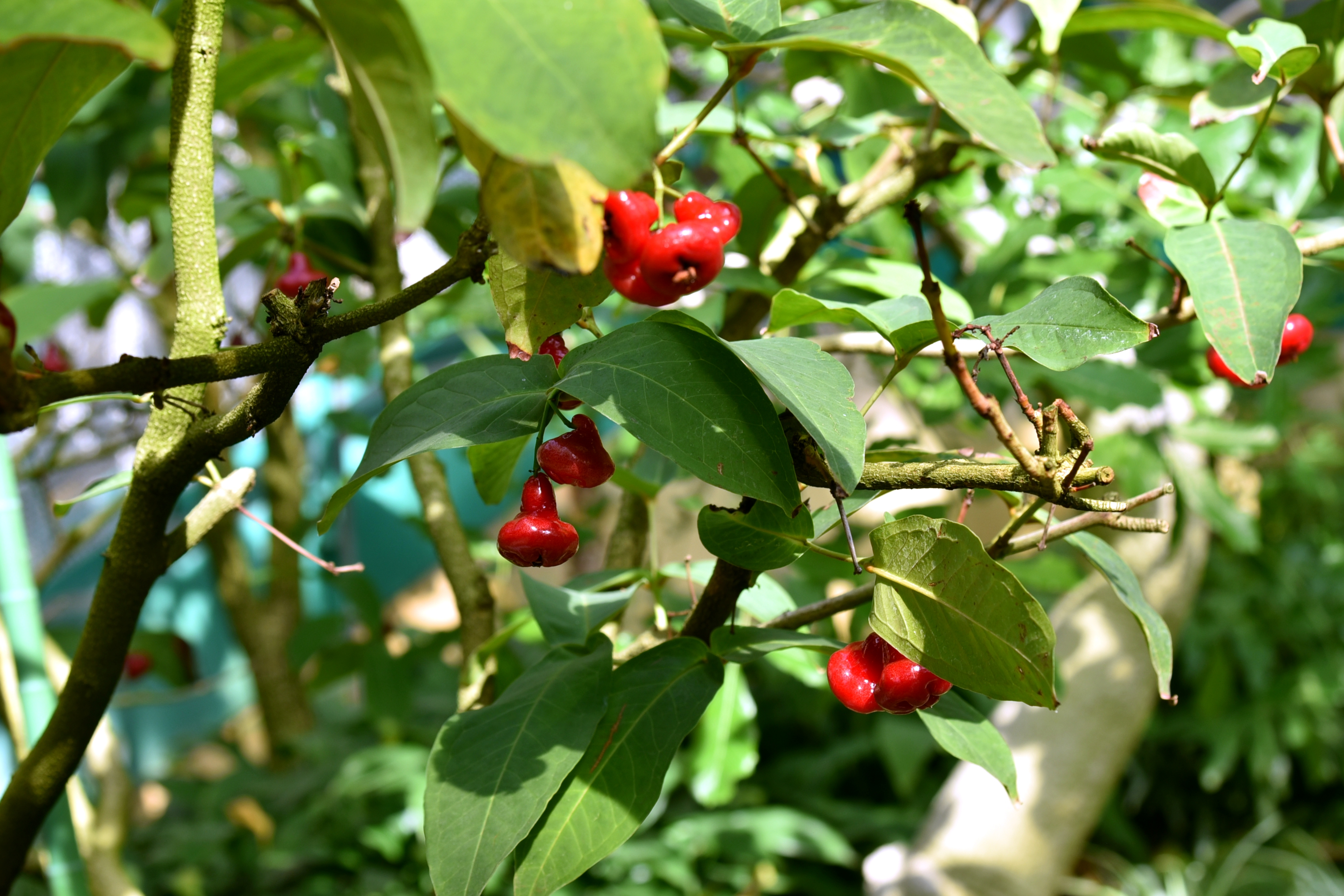
近縁種のミズレンブ (S. aqueum)

## 食用
味はリンゴと梨を合わせたような淡い味わいで、サクサクして
爽やかな酸味があるが果汁は少ない。調理はせず生食のみで、皮は剥かないでそのまま食べるが、割れ目の部分と頭の部分（ヘタの辺り）は食べ残す場合が多い。また色が濃く、割れ目が食い込む様に窄めば窄む程甘い傾向がある。昆虫の幼虫が内部で繁殖しやすい果物でもある。台湾ではグアバなど、他の淡い味の果実と同様に「酸梅粉」などと称するウメやサンザシの実の乾燥粉末に砂糖、食塩、サッカリン酸ナトリウム、着色料などを配合した調味料をまぶして、食べる事が行なわれており、屋台などで購入すると小袋に入れた「酸梅粉」がサービスで付く事がある。

## レンブの歴史
17世紀、オランダのアジアでの植民地拡大に伴い栽培地が拡大した。日本では沖縄、奄美群島の他、一部でハウス栽培などもされている。
2000年代には台湾から中国へ輸出も行われていたが、対中関係が悪化する中、2021年に中国側が害虫の発生を理由として輸入を禁止する措置を採った。